# Pradip Chatterjee
Pour les articles homonymes, voir Chatterjee.
Pradip Chatterjee est membre fondateur du groupe bengali Moheener Ghoraguli (en). C'est le plus jeune frère de Gautam Chatterjee (en). Il est aussi acteur, réalisateur et ethnographe.
Connu également sous le nom de Bula, Pradip est flûtiste et chanteur.

## Carrière

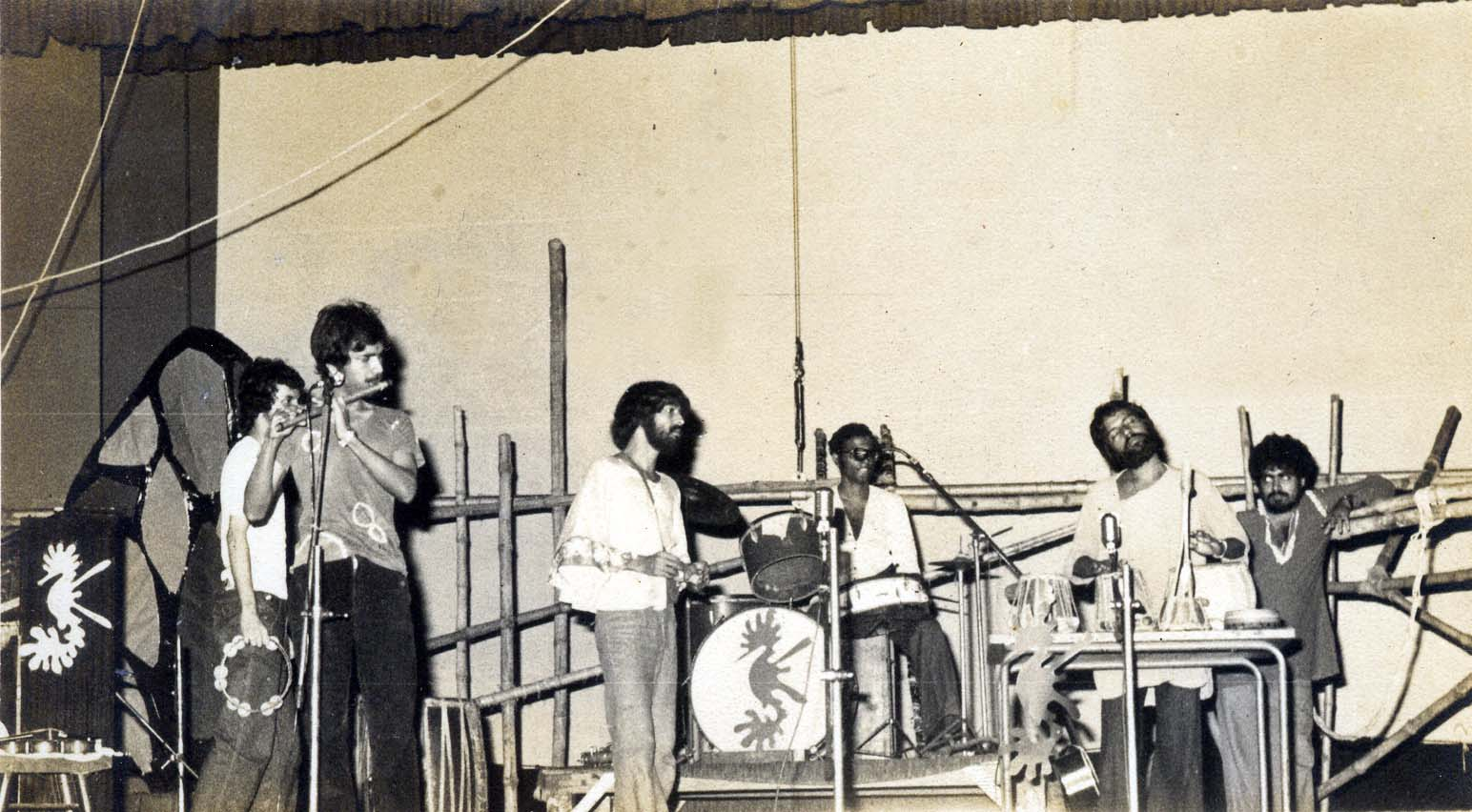
Moheener Ghoraguli en concert à, 1979, de gauche à droite : Raja Banerjee, Pradip Chatterjee, Tapas Das, Pranab Sengupta, Gautam Chattopadhyay et Ranjon Ghoshal.

Pradip est membre du groupe Moheener Ghoraguli (en) de 1975 à sa dissolution en 1999.
Diplômé du Bengal Engineering College (en), Shibpur, il rejoint l'entreprise d'ingénierie M.N. Dastur & Company (P) Ltd, après la dissolution de Moheener Ghoraguli. Dans le cadre de son travail dans cette entreprise, il voyage beaucoup, d'Orissa à la Libye, Abu Dhabi, mais sa quête de la musique du monde n'a jamais diminuée mais s'est enrichie de ces expériences.
Il vit en 2012 à Calcutta avec sa femme Sharmistha, sa fille Anka et son fils Ritoban.